# 田屋敷
田屋敷（たやしき）は、青森県青森市にある地名。郵便番号は030-0916。

## 地理
田屋敷は、青森市東部郊外に位置する。小字には、増田（ますた）、下リ松（さがりまつ）がある。
住居表示の実施によって地名が変更された部分があるため、青い森鉄道線の南側の区域と、鉄道の北側のわずかな飛び地の２つに分かれている。
鉄道の南側の区域は字 下り松である。北が浜館五・六丁目、東が大字浜館字見取・同字科（しな）、南が大字駒込字見吉、西が大字古館字大柳に接する。
鉄道の北側の飛び地は、字 増田である。現在はショッピングセンターと駅の敷地内に限られる。北は南佃一・二丁目、東は大字浜館字見取、南は青い森鉄道線をはさんで浜館三丁目、西は大字松森字佃、及び大字古館字安田に接する。

## 歴史
藩政時代の村に由来する。
1616年（元和2年）、千葉左京之亮恒友が、浜館村とともに開発に着手して成立したという。
もともと田屋敷は田園が広がっていた地域であったが、昭和30年代から北部の字増田を中心に住宅が増加しはじめ、やがて北隣の大字松森と一続きの住宅街をなした。一方、南部の下り松周辺は平成初めまで東隣の浜館と一帯の集落をなしていたが、平成前半に区画整理とともに、住宅地・商業地として開発が進み、農地はごくわずか残るのみとなった。

### 年表
- 1889年（明治22年） - 造道村の大字となる。
- 1927年（昭和2年） - 浜館村の大字となる。
- 1955年（昭和30年） - 青森市の大字となる。
- 1989年（平成元年）11月1日 - 佃地区住居表示実施により、一部が中佃二丁目、および南佃一・二丁目に編入された。
- 1998年（平成10年）10月3日 - この前日、青森県知事から換地処分完了の公告が出されたのを受けて、一部が浜館一・四・五丁目に編入された。

## 交通

### 鉄道
東青森駅（青い森鉄道線）は、隣接する古館字安田が所在地であるが、敷地の多くが田屋敷に属しており、田屋敷の最寄駅として挙げられる。

### バス
当地内にバス停はないが、隣接する浜館に青森市営バス戸山団地線 浜館一丁目・商業高校通りのバス停がある。

## 施設等
- 青森市立浜館小学校
- 浜館田屋敷市民館
- 加茂神社 - 1616年（元和2年）、千葉左京之亮恒友が勧請したとされる。1635年（寛永12年）再興。明治の一時期、大字戸山の砥山神社に合祀されたが、後に現在地に復興した。